# Heretic
Heretic – siódmy studyjny album amerykańskiej grupy muzycznej Morbid Angel. Wydany został 23 września 2003 roku nakładem Earache Records.
Jest to jedyny album Morbid Angel, który nie został nagrany w florydzkim Morrisound Studios w Tampie, ponadto Heretic to ostatnie wydawnictwo zrealizowane z wokalistą i basistą Steve'em Tuckerem nim ten odszedł z zespołu w 2004 roku.
Album ukazał się również w edycji dwupłytowej, zawierającej m.in. teledysk do utworu "Enshrined by Grace", wywiady z głównym kompozytorem grupy Treyem Azagthothem oraz dodatkowe utwory.

## Lista utworów
Opracowano na podstawie materiału źródłowego.
| Edycja podstawowa | Edycja podstawowa                                                | Edycja podstawowa | Edycja podstawowa   | Edycja podstawowa |
| Nr                | Tytuł utworu                                                     | Słowa             | Muzyka              | Długość           |
| ----------------- | ---------------------------------------------------------------- | ----------------- | ------------------- | ----------------- |
| 1.                | „Cleansed in Pestilence (Blade of Elohim)”                       | Tucker            | Azagthoth           | 4:35              |
| 2.                | „Enshrined by Grace”                                             | Tucker            | Azagthoth           | 4:27              |
| 3.                | „Beneath the Hollow”                                             | Tucker            | Azagthoth           | 4:20              |
| 4.                | „Curse the Flesh”                                                | Tucker            | Azagthoth           | 3:35              |
| 5.                | „Praise the Strength”                                            | Tucker            | Azagthoth           | 5:16              |
| 6.                | „Stricken Arise”                                                 | Tucker            | Sandoval, Azagthoth | 4:10              |
| 7.                | „Place of Many Deaths” (utwór instrumentalny)                    |                   | Azagthoth           | 4:13              |
| 8.                | „Abyssous” (utwór instrumentalny)                                |                   | Azagthoth           | 1:30              |
| 9.                | „God of Our Own Divinity”                                        | Tucker            | Azagthoth           | 6:21              |
| 10.               | „Within thy Enemy”                                               | Tucker            | Azagthoth           | 3:17              |
| 11.               | „Memories of the Past” (utwór instrumentalny)                    |                   | Sandoval            | 3:18              |
| 12.               | „Victorious March of Reign the Conqueror” (utwór instrumentalny) |                   | Sandoval            | 2:37              |
| 13.               | „Drum Check” (utwór instrumentalny)                              |                   | Sandoval            | 2:51              |
| 14.               | „Born Again” (utwór instrumentalny)                              |                   | Azagthoth           | 2:35              |
|                   |                                                                  |                   |                     | 53:05             |

| Utwory dodatkowe | Utwory dodatkowe                                          | Utwory dodatkowe |
| Nr               | Tytuł utworu                                              | Długość          |
| ---------------- | --------------------------------------------------------- | ---------------- |
| 1.               | „pusta ścieżka”                                           | 00:05            |
| 2.               | „pusta ścieżka”                                           | 00:05            |
| 3.               | „pusta ścieżka”                                           | 00:05            |
| 4.               | „pusta ścieżka”                                           | 00:07            |
| 5.               | „pusta ścieżka”                                           | 00:08            |
| 6.               | „pusta ścieżka”                                           | 00:06            |
| 7.               | „pusta ścieżka”                                           | 00:06            |
| 8.               | „pusta ścieżka”                                           | 00:06            |
| 9.               | „pusta ścieżka”                                           | 00:07            |
| 10.              | „pusta ścieżka”                                           | 00:06            |
| 11.              | „pusta ścieżka”                                           | 00:07            |
| 12.              | „pusta ścieżka”                                           | 00:05            |
| 13.              | „pusta ścieżka”                                           | 00:12            |
| 14.              | „pusta ścieżka”                                           | 00:06            |
| 15.              | „pusta ścieżka”                                           | 00:09            |
| 16.              | „Inflections” (utwór instrumentalny)                      | 01:28            |
| 17.              | „pusta ścieżka”                                           | 00:07            |
| 18.              | „pusta ścieżka”                                           | 00:08            |
| 19.              | „pusta ścieżka”                                           | 01:31            |
| 20.              | „pusta ścieżka”                                           | 00:16            |
| 21.              | „Tortured Souls” (utwór instrumentalny)                   | 03:50            |
| 22.              | „pusta ścieżka”                                           | 00:06            |
| 23.              | „pusta ścieżka”                                           | 00:04            |
| 24.              | „pusta ścieżka”                                           | 00:04            |
| 25.              | „pusta ścieżka”                                           | 00:04            |
| 26.              | „pusta ścieżka”                                           | 00:04            |
| 27.              | „Terror of MechaGodzilla Lava” (utwór instrumentalny)     | 00:33            |
| 28.              | „Triplet Lava” (utwór instrumentalny)                     | 01:51            |
| 29.              | „Doomcreeper (Beneath the Hollow)” (utwór instrumentalny) | 04:30            |
| 30.              | „Laff” (utwór instrumentalny)                             | 00:16            |
|                  |                                                           | 16:32            |

| Bonus CD 2 | Bonus CD 2                      | Bonus CD 2 |
| Nr         | Tytuł utworu                    | Długość    |
| ---------- | ------------------------------- | ---------- |
| 1.         | „Beneath the Hollow”            | 4:25       |
| 2.         | „Curse the flesh”               | 3:35       |
| 3.         | „Within thy Enemy”              | 3:16       |
| 4.         | „God of Our Own Divinity”       | 6:13       |
| 5.         | „Praise the Strength”           | 5:16       |
| 6.         | „Place of Many Deaths”          | 4:06       |
| 7.         | „Solo”                          | 0:24       |
| 8.         | „Solo”                          | 0:16       |
| 9.         | „Solo”                          | 0:17       |
| 10.        | „Solo”                          | 0:36       |
| 11.        | „Summoning Redemption Lava I”   | 0:29       |
| 12.        | „Summoning Redemption Lava II”  | 0:24       |
| 13.        | „Summoning Redemption Lava III” | 0:28       |
| 14.        | „Ageless, Still I Am Lava I”    | 0:39       |
| 15.        | „Faceless, Still I Am Lava II”  | 0:24       |
| 16.        | „At One With Nothing Lava I”    | 0:31       |
| 17.        | „At One with Nothing Lava II”   | 0:33       |
| 18.        | „To the Victor the Spoils Lava” | 0:36       |
|            |                                 | 32:28      |

## Twórcy
Opracowano na podstawie materiału źródłowego.

- Trey Azagthoth – gitara, syntezator gitarowy, instrumenty klawiszowe, wokal wspierający
- Pete Sandoval – perkusja, instrumenty klawiszowe
- Steve Tucker – gitara basowa, wokal prowadzący
- Karl Sanders – gościnnie gitara prowadząca (utwór "God Of Our Own Divinity")
- Juan "Punchy" Gonzalez – produkcja muzyczna, miksowanie
- Marc Sasso – oprawa graficzna
- Peter "Drunken Monkey" Tsakiris – oprawa graficzna
- Alex Solca – zdjęcia